# 2013鏡花水月演唱會
《2013鏡花水月演唱會》是台灣女歌手江蕙於2015年7月14日發行的演唱會專輯。

## 簡介
在2013年舉辦的10場《鏡花水月》演唱會中，首創將台語演唱會結合東方詩詞元素，切分為4個段落，以「鏡」、「花」、「水」、「月」為名共同呼應主題。並請來日本的首席燈光師林光政（Hayashi Mitsumasa）製作主導視覺。

## 唱片版本
- CD
- DVD
- 藍光BD

## 曲目
1. Opening
2. 空笑夢
3. 半醉半清醒
4. 闊闊的天
5. 愛我三分鐘
6. 無關愛情
7. リンゴ追分
8. 煙花
9. 無言花
10. 花若離枝
11. 姑娘的酒窩
12. 我愛月亮
13. 熱線你和我
14. 我不知我愛你
15. 墓仔埔也趕去
16. 憂愁的牡丹
17. 歌聲滿天下
18. 追追追
19. 傻瓜與野丫頭
20. 雨夜花
21. 鴛鴦酒杯
22. 秋雨彼一暝
23. 遠走高飛
24. 老情歌
25. 酒醉還是地震
26. 飲者之歌
27. 月娘啊聽我講
28. 愛不對人
29. 酒後的心聲
30. 來自李安的祝福~甲你攬牢牢
31. 博杯
32. 落雨聲
33. 家後
34. 故鄉的歌
35. 黃昏的故鄉

## 成績
- 2015年在myMusic台語新專輯榜上獲得冠軍，其收錄的《空笑夢》也得到台語單曲榜亞軍，而新舊歌曲皆在上榜[2]。